# Рейнира Жестокая
«Рейнира Жестокая» (англ. Rhaenyra the Cruel) — второй эпизод второго сезона фэнтезийного драматического телесериала HBO «Дом Дракона», срежиссированный Клэр Килнер по сценарию Сары Хесс. Его премьера состоялась 23 июня 2024 года. С продолжительностью 69 минут «Рейнира Жестокая» стала самой длинной серией шоу на сегодняшний день.
Эпизод рассказывает о последствиях убийства принца Джейхериса, которое произошло в первой серии. Здесь появляются несколько новых актёров: Клинтон Либерти в роли Аддама из Халла, Том Беннетт в роли Ульфа Белого, Эллора Торчиа в роли Кэт. В США за время премьеры этого эпизода только на линейном телевидении его посмотрели 1,3 миллиона человек. Критики высоко оценили режиссуру, сценарий, музыку, операторскую работу, игру Тома Глинн-Карни, Эммы Д’Арси, Фии Сабан, Риса Иванса и Оливии Кук, постановку отдельных сцен.

## Сюжет
После убийства принца Джейхериса король Эйгон приходит в ярость. Он спешно собирает Малый совет и заявляет о желании отомстить Рейнире, хотя звучит мнение, что она может быть невиновна. Отто Хайтауэр предлагает устроить публичные похороны, чтобы завоевать симпатии народа и настроить его против Рейниры. Во время похоронной процессии простые люди выражают свои соболезнования королевам Алисенте и Хелейне. Кровь, одного из убийц, арестовывают; под угрозой пыток он признаётся, что действовал по приказу Деймона вместе с крысоловом, имени которого не знает. Не сумев найти второго убийцу, Эйгон публично вешает всех крысоловов (включая Сыра). Это приводит в ярость Отто Хайтауэра, который боится народного возмущения. Жаркий спор приводит к тому, что Эйгон снимает Отто с поста десницы и отдаёт эту должность Кристону Колю.
Эймонд ищет утешения у Сильви в её борделе. Он польщён тем, что стал мишенью Деймона, но сожалеет о смерти Люцериса. Тем временем Хью «Молот» приезжает домой к больной дочери и жене Кэт, которая винит в ухудшении своего положения морскую блокаду.
Алин встречает в Дрифтмарке своего брата Аддама из Халла. Тот предполагает, что теперь Алин может подняться в звании, так как лорд Корлис обязан ему жизнью. Позже, собирая крабов на пляже, Аддам замечает летящего в небе дракона.
Сир Кристон Коль снимает с себя ответственность за то, что не смог защитить Джейхериса, и перекладывает её на Аррика Каргилла. Он приказывает сиру Аррику проникнуть на Драконий Камень под видом своего брата-близнеца Эррика и убить Рейниру.
Рейнира, узнав об убийстве Джейхериса, в гневе отвергает обвинения в причастности к этому. Однако позже она узнаёт, что убийц нанял Деймон. Подозревая, что он приказал убить Джейхериса в случае, если Эймонда не найдут, Рейнира заявляет, что больше не может ему доверять. Деймон улетает в Харренхол. Допросив Мисарию о её связях с Деймоном и «зелёными», королева неохотно отпускает её на свободу. Покидая Драконий Камень, Мисария замечает прибывшего на остров Аррика и предупреждает охрану. Аррик входит в комнату Рейниры, но в критический момент появляется Эррик, и братья начинают сражаться, причём охранники королевы не могут отличить одного от другого. Эррик убивает Аррика и тут же совершает самоубийство.

## Производство
Сценарий к эпизоду написала Сара Хесс, режиссёром стала Клэр Килнер. Это вторая совместная работа Хесс и Килнер в «Доме Дракона» после «Зелёного совета». Хесс до этого написала сценарий ещё для одной серии, «Принцесса и королева», Килнер сняла ещё две серии — «Король Узкого моря» и «Мы путь осветим». Название эпизода отсылает к прозвищу, которое «зелёные» дали Рейнире, обвинив её в убийстве Джейхериса.
В эпизоде впервые появились Клинтон Либерти в роли Аддама из Халла, Том Беннетт в роли Ульфа Белого и Эллора Торчиа в роли Кэт. О том, что Либерти и Беннетт присоединились к проекту, стало известно в декабре 2023 года.

## Реакция
Во время первого показа эпизода 23 июня 2024 года только в США на канале HBO его посмотрели приблизительно 1,3 миллиона зрителей.
Эпизод получил высокие оценки от критиков. На сайте Rotten Tomatoes его рейтинг составил 100 % со средней оценкой 7,2 из 10 на основе 14 отзывов. Критический консенсус сайта гласит: «„Рейнира Жестокая“ — эпизод, наполненный горем и возмездием, который придаёт актёрам „Дома Дракона“ новые эмоциональные оттенки, в то же время добавляя незабываемо кровавые контрудары».
Хейли Уитмайр Уайт из TV Fanatic оценила эпизод на 4,5 из 5 звёзд. Алек Бойалад из Den of Geek дал эпизоду 4 звезды из 5, назвав его «одним из наиболее тематически выверенных эпизодов сериала на сегодняшний день». Джеймс Хант из Screen Rant, который ранее разочаровался в сцене с Кровью и Сыром, похвалил то, как во втором эпизоде показали последствия этого события. Он высоко оценил убедительную, эмоциональную проработку персонажей и превосходную актёрскую игру и назвал эпизод «ещё одной важной частью [сериала], так как Танец драконов приближается к тому, чтобы по-настоящему разгореться». Кэти Долл из CBR поставила «Рейнире Жестокой» 9 баллов из 10, заявив: «К концу этого эпизода становится ясно, что в этой войне никто не выигрывает. „Дом дракона“ расставил фигуры так, что каждый в той или иной форме проигрывает. […] Это вдохновляет, когда фэнтезийное шоу становится более человечным, исследуя все аспекты войны и её последствий. Благодаря сочетанию манипулятивной политики и душераздирающих боевых сцен [сериал] готовится стать захватывающей военной драмой в жанре фэнтези». Карли Лэйн из Collider поставила эпизоду 8 баллов из 10, в то время как Хелен О’Хара из IGN поставила ему 7 баллов из 10, отметив, что это был «тяжёлый эпизод, отягощённый горем почти всего основного актёрского состава». Кэйли Дрэй из The A.V. Club оценила эпизод на «В+», написав: «Этот эпизод умело развивает напряжённость премьеры сезона, вплетая в него сюжетные линии, драму и пасхальные яйца размером с дракона. […] Это ещё один прекрасный, утончённый эпизод, наполненный напряжённостью и тихой меланхолией».
Критики похвалили игру актёров — в том числе Глинн-Карни, Д’Арси, Сабан, Иванса и Кук. Джеймс Хант назвал игру Глинн-Карни «потрясающей», особенно за демонстрацию наряду с актёрским диапазоном эмоционального диапазона Эйгона. Он похвалил Сабан, отметив её способность «[передать] так много с помощью своих глаз и [показать] сложность роли скорбящего родителя», и Иванса, сказав, что это было «его лучшее исполнение роли Отто на сегодняшний день». Прома Хосла из IndieWire, поставившая эпизоду оценку «В», отметила Сабан и Глинн-Карни за их выдающуюся игру, а выступление Кук назвала «превосходным». Хейли Уитмайр Уайт и Кэйли Дрэй тоже отметили игру Глинн-Карни, причём Уайт назвала его образ скорбящего отца «выдающимся», а Дрэй назвала его «самым ценным игроком недели». Алек Бойалад похвалил Д’Арси, высоко оценив её способность «в равной мере передать как запоздалое понимание Рейнирой того, кем на самом деле является Деймон, так и её политические проблемы». Александра Буллард из Daily Express похвалила Д’Арси и Сабан, назвав первую «великолепной», а вторую «феноменальной».
Критики выделили несколько сцен, в том числе бой между Эрриком и Арриком, спор между Рейнирой и Деймоном, сцену, где Отто ругает Эйгона, и взаимодействие Рейниры с Мисарией. Прома Хосла описала бой как «великолепное прощание с братьями Титтенсор», назвав его «запоминающимся» и «впечатляющим», Сантану Дас из Hindustan Times назвал его «одним из самых жестоких и захватывающих моментов сезона на данный момент». Высокие оценки получили режиссура Килнер, сценарий Хесс, музыка Джавади, операторская работа Мартинеса.